# Trophée Paul-Deneau
Le trophée Paul-Deneau est un trophée annuel qui était remis au joueur le plus gentilhomme de la saison de hockey sur glace dans l'Association mondiale de hockey.
Le trophée portait le nom de Paul Deneau, fondateur de la franchise des Aeros de Houston.

## Joueurs récompensés
- 1973 – Ted Hampson, Fighting Saints du Minnesota
- 1974 – Ralph Backstrom, Cougars de Chicago
- 1975 – Mike Rogers, Oilers d'Edmonton
- 1976 – Vaclav Nedomansky, Toros de Toronto
- 1977 – Dave Keon, Whalers de la Nouvelle-Angleterre
- 1978 – Dave Keon, Whalers de la Nouvelle-Angleterre
- 1979 – Kent Nilsson, Jets de Winnipeg